# Euryglossina pseudoatomaria
Euryglossina pseudoatomaria is een vliesvleugelig insect uit de familie Colletidae. De wetenschappelijke naam van de soort is voor het eerst geldig gepubliceerd in 1968 door Exley.